# Victoria Díez Sanjuan
Victoria Díez Sanjuan (València, 2001) és una jugadora de pilota valenciana. Juga a les modalitats de raspall, one wall, frontó i galotxa.
S'ha imposat a les principals competicions femenines de pilota, com l'autonòmic de raspall tant en trios com en parelles, l'Individual, l'Europeu de Pilota a Mà i la Supercopa de raspall.
Actualment cursa Biotecnología en la Universitat de València.

## Palmarés
| A.   | competició                                                          |             | equip                           | adversàries            |
| ---- | ------------------------------------------------------------------- | ----------- | ------------------------------- | ---------------------- |
| 2023 | 14 Individual Femení                                                | campiona    | Ana de Beniparrell              |                        |
| 2014 | I Supercopa de Raspall Femení                                       | campiona    | Amb Sara, Amparo i Ana          |                        |
| 2015 | II Campionat Europeu Pilota a Mà One Wall Sub-15                    | campiona    | Amb Mar i Fanny                 |                        |
| 2016 | XVIII Autonòmic Raspall Parelles Femení                             | campiona    | Amb Mar de Bicorp               |                        |
| 2017 | XXXIV Lliga Bankia d'Elit de Raspall Femení                         | campiona    | Amb Mar de Bicorp               |                        |
| 2017 | VIII Campionat Autonòmic Individual Bankia de Raspall d'Elit Femení | campiona    |                                 | Ana de Beniparrell     |
| 2017 | III Campionat Europeu Pilota a Má One Wall Sub-17                   | campiona    | Amb Mar i Fanny                 |                        |
| 2017 | III Campionat Europeu Pilota a Má Joc Internacional Sub-19          | campiona    | Amb Mar, Fanny, Ana...          |                        |
| 2017 | III Campionat de Tecnificació de raspall individual Sub-18          | campiona    |                                 | Mar de Bicorp          |
| 2017 | IV Supercopa de Raspall Femení                                      | campiona    | Amb Mar de Bicorp               |                        |
| 2017 | XIX Autonòmic Raspall Parelles Femení                               | campiona    | Amb Mar de Bicorp               |                        |
| 2017 | IX Mundial de Pilota a Mà                                           | subcampiona | Amb Mar, Monica i Ana           |                        |
| 2018 | XXXV Lliga Bankia d'Elit de Raspall Femení                          | campiona    | Amb Mar de Bicorp               |                        |
| 2018 | II Campionat a Frare Femeni                                         | campiona    | Amb Paula de Tavernes           |                        |
| 2018 | VII Campionat One Wall Parelles Femeni                              | campiona    | Amb Mar de Bicorp               |                        |
| 2018 | IV Campionat de Tennificació Sub-18                                 | campiona    |                                 | Mar de Bicorp          |
| 2018 | XX Autonómic Raspall Parelles Femení                                | campiona    | Amb Mar de Bicorp               |                        |
| 2018 | X Campionat Europeu de pilota a Mà One Wall                         | campiona    | Amb Mar, Monica i Ana           |                        |
| 2018 | X Campionat Europeu de pilota a Mà Joc Internacional                | subcampiona | Amb Mar, Monica i Ana           |                        |
| 2018 | XXX Campionat Interpobles de Galotxa Edicom                         | campiona    | Amb Sara i Carol                |                        |
| 2019 | XIV Copa Generalitat Juvenil                                        | campiona    | Amb Carlos, Fran Mollá i Kike   |                        |
| 2019 | XXXVI Lliga Bankia d'Elit de Raspall Femení                         | campiona    | Amb Mar de Bicorp               |                        |
| 2019 | IV Campionat Europeu Pilota a Má One Wall sub-19                    | campiona    | Amb Mar i Fanny                 |                        |
| 2019 | IV Campionat Europeu Pilota a Má Joc Internacional sub-19           | subcampiona | Amb Mar, Fanny, Adriana i Irene |                        |
| 2018 | IV Campionat Europeu Pilota a Má Pilota Prortuguesa sub-19          | subcampiona | Amb Fanny i Adriana             |                        |
| 2019 | VI Supercopa de Raspall Femeni                                      | campiona    | Amb Mar de Bicorp               |                        |
| 2019 | X Campionat Autonòmic Individual Bankia de Raspall d'Elit Femení    | campiona    |                                 | Mar de Bicorp          |
| 2019 | XXI Autonómic Raspall Parelles Femení                               | campiona    | Amb Mar de Bicorp               |                        |
| 2020 | XXXVII Lliga Bankia d'Elit de Raspall Femení                        | campiona    | Amb Mar de Bicorp               |                        |
| 2020 | VI Campionat de Tecnificació de raspall individual sub-23           | campiona    |                                 | Ana de Beniparrell     |
| 2020 | XI Campionat Autonòmic Individual Bankia de Raspall d'Elit Femení   | campiona    |                                 | Ana de Beniparrell     |
| 2024 | Individual de Raspall                                               |             |                                 | Ana de Beniparrell     |
| 2020 | X Campionat One Wall Parelles Femení                                | campiona    | Amb Mar de Bicorp               |                        |
| 2021 | XXXVIII Lliga Caixabank d'Elit de Raspall Femení                    |             | Amb Mar de Bicorp               |                        |
| 2021 | VIII Supercopa de Raspall Femení                                    |             | Amb Mar de Bicorp               |                        |
| 2021 | XI Campionat de One Wall Individual                                 |             |                                 | Monica de Massamagrell |
| 2021 | XII Campionat Autonòmic Individual CaixaBank Raspall d'Elit Femení  | campiona    |                                 | Mar de Bicorp          |
| 2021 | XXIII Autonòmic Raspall Parelles Femení                             |             | Amb Mar de Bicorp               |                        |
| 2022 | I Copa Diputació femenina                                           | subcampiona | amb Myriam i Marina             | Aida, Amparo i Fanni   |
| 2022 | XXXIX Lliga Caixabank d'Elit de Raspall Femení                      |             | Amb Mar de Bicorp               |                        |
| 2022 | XIII Campionat Autonòmic Individual CaixaBank Raspall d'Elit Femení |             |                                 | Mar de Bicorp          |
| 2022 | XXIV Autonòmic Raspall Parelles Femenì                              |             | Amb Marina de Algimia           |                        |
| 2022 | I Copa Diputació de Castelló de Raspall d'Elit Femení               |             | Amb Natalia de Navarres         |                        |
| 2022 | I Trofeu Rolser Raspall d'Elit Femení                               |             | Amb Marina i Fanni              |                        |